# Kapringan
Kapringan is een bestuurslaag in het regentschap Indramayu van de provincie West-Java, Indonesië. Kapringan telt 8823 inwoners (volkstelling 2010).